# 台湾短尾鼩
台湾短尾鼩（学名：Anourosorex yamashinai）也称山阶氏鼩鼱，一种分布于东亚台湾岛的小型哺乳动物，隶属于鼩鼱科短尾鼩属。本种原被认为是四川短尾鼩（Anourosorex squamipes）的一个亚种，2004年学者依据染色体的不同将本种定为独立种。